# 輪船

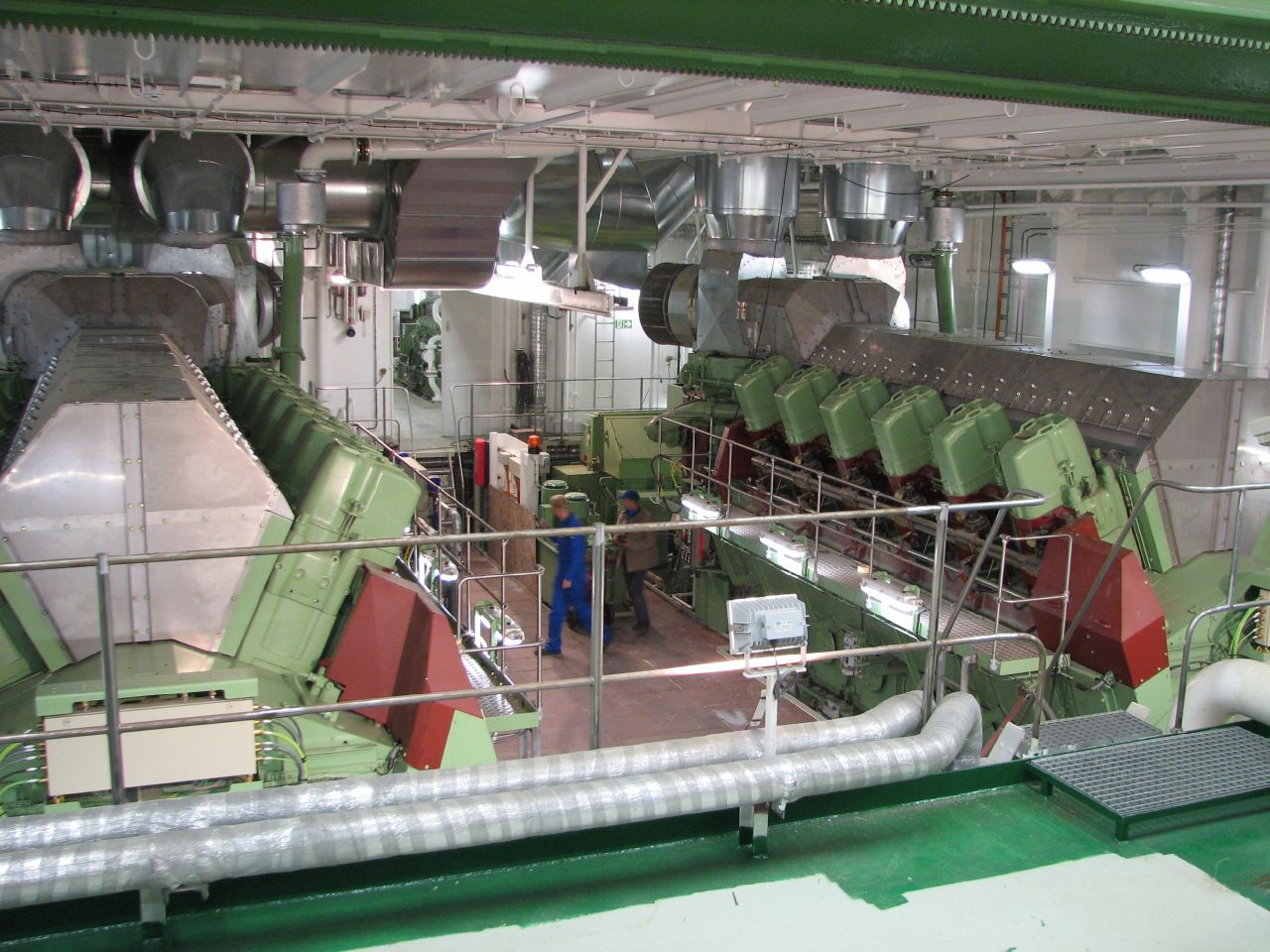
輪機室發動機

輪船指用機械發動機推動的船隻，多用鋼鐵製造。舊時輪船是以蒸汽推動外部明輪的槳輪的蒸汽船，現代輪船多用渦輪發動機，而内燃機和核動力也成爲輪船新的動力來源。。
2016年為止，全世界的商船超過49,000艘，其載重噸位將近18億噸，其中有28%是油輪、43%是散货船、13%是貨櫃船。海軍也會利用大型船隻進行海战或是运输和支援陆上的部队。2016年為止，在全世界104個海軍當中，北韓的朝鮮人民軍海軍有最多水面船隻（967）、接著是中华人民共和国的中国人民解放军海军（714）、美國海軍（415）、伊朗海军（398）及俄罗斯海军（352）。前五十大的海軍平均軍艦數量為88艘。

## 歷史
轮船一般有狭义和广义两种用法，轮船的推进有两种方式，一种是原始的以人力踩踏木轮推进，一种是以螺旋浆推进。狭义的轮船是指用汽轮机推进的船只，即蒸汽船。1807年，美国人罗伯特·富尔顿建造了世界上第一艘蒸汽机动力的轮船。在这里，轮成为以连续运动代替间歇运动的机械。
近代轮船发展史上，第一艘成功的有蒸汽机动力的蒸汽船于1776年在法国下水。1807年，美国发明家和工程师罗伯特·富尔顿是第一个成功的将蒸汽轮船投入商业使用的人。1865年，中國第一艘蒸汽轮船黄鹄号投入使用。

## 種類
因為船是依照相同的航行結構原理所設計的，其分類會依其功能來分類（這也是Paulet和Presles建議的分類法）。以下是一些船隻設計師大致認同的分類：
- 高速艇（英语：High-speed craft）：多體船（英语：Multihull）（包括穿浪型船（英语：wave piercers））、小水平面雙體船體（英语：small-waterplane-area twin hull）（SWATH）、表面效應船（英语：surface effect ship）及氣墊船、水翼船、地面效应船（WIG）
- 海上鑽井（英语：Offshore drilling）船：钻井平台供应船（英语：Platform supply vessel）、管道层，住宿和起重机驳船、非潜式或半潜式钻机、石油平台、 浮式生产储油卸油装置（英语：floating production storage and offloading）
- 漁船

有驅動動力的拖網漁船、围网渔船、延绳漁船、拖釣船及工廠船。
- 港灣作業船隻

電纜船
拖船、挖泥船、打撈船、引水船
浮動旱塢、起重機船、载驳船。
- 乾貨船：流动货轮、散货船、货物运输船、集装箱船、驳船，Ro-Ro船、冷藏货船，木材运输船，畜牧和轻型车辆船
- 液貨船：油船、液化气貨船、化学物質貨船。
- 客船

定期船、邮轮和特殊貿易客船（STP ships）
海峽渡轮、沿海渡轮和海港渡轮
- 休闲艇
- 特殊用途船隻：氣象船（英语：weather ship）及研究船、深海测量船（英语：survey vessel）及破冰船
- 潜水器：工業偵勘、科學研究、旅遊及水文調查。
- 軍艦：包括水面艦艇及潜艇

## 結構
在任何大小及用途的船隻中，都有一些類似的元素。船都會有船体，也都會有推進系統，早期輪船的推進系統是蒸汽機，現代輪船多用渦輪發動機，有些也用內燃機或是核反應爐。大部份的船隻也都有駕駛系統。輪船也會有隔間，貨艙，上層建築，以及錨和絞車之類的設備，不過不一定每艘船都有。

### 船体

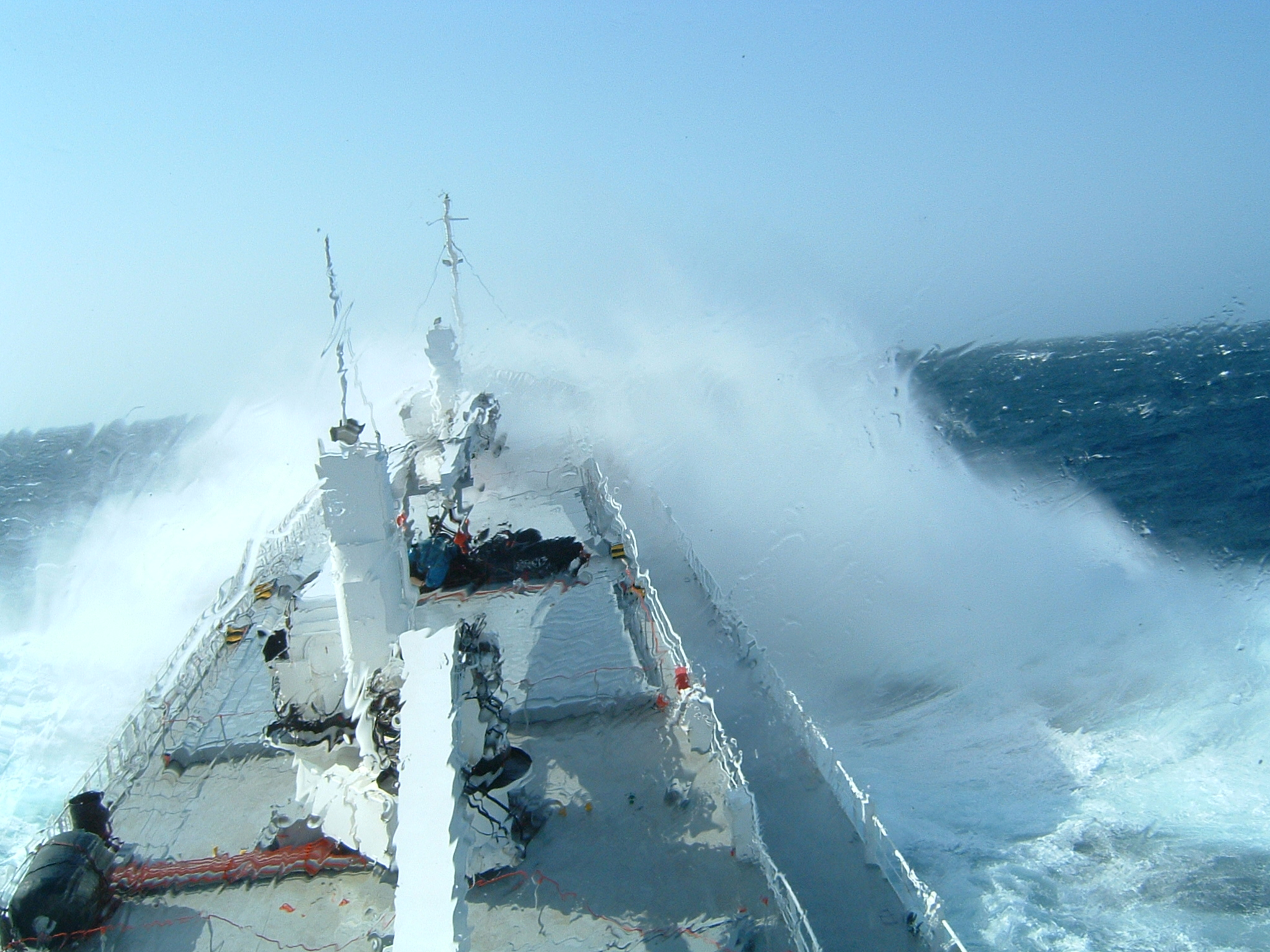
船体需要承受海上惡劣的環境，圖中的是在惡劣天氣下的冷藏船

船要浮在水中，其重量需要比船體等體積的水要輕。船隻可能只有一個船體（單體船，monohull），也有可能有二個船體（雙體船、catamaran）甚至三個船體（三體船、trimaran）。超過三個船體的船很少見，不過有實驗曾經用到五個船體。多船體的船，各船體一般會彼此平行，而且會用剛性臂連接。
船体可分為許多部份，船首是船体最前面的部份，許多船會有球狀船首。龙骨是船体的最下方，從船的最前面延伸到最後面。船體的最後面稱為船尾，許多船後方有平坦的區域，稱為方艉。常見的船體附件有推進用的螺旋槳，控制方向的舵，避免船隻橫搖的穩定器。其他船體的特點和船隻用途有關，例如漁具及聲納。
船体會考慮許多流體靜力學及流體動力學的要求，最重要的流體靜力學要求是可以支撐整艘船的重量，在載重不均勻分佈時也可以維持穩定。流體動力學的限制包括可以承受波浪的震動、氣候的影響以及擱淺的影響等。
較早期的船（或是遊樂船）可能會用木製的船體。現今的船多半使用鋼為船體材料，快速船隻可能會使用鋁，帆船及遊樂船常用複合材料，有些船是混凝土船，以混凝土為船體材料。

### 推進系統

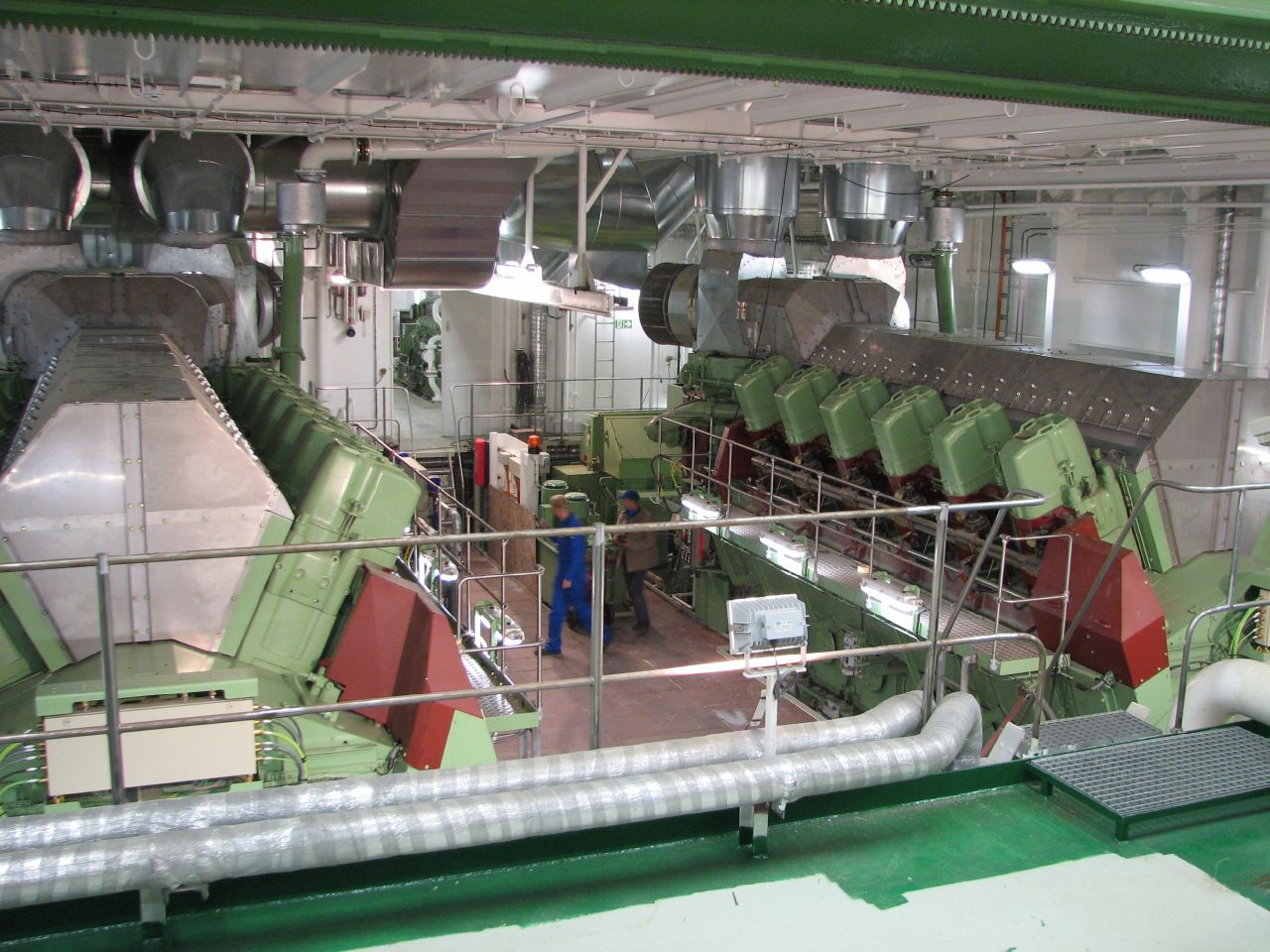
輪船的引擎室

船的推進系統可以分為三類：人力、帆或是機械推進。輪船一般是指機械推進的船隻。
機械推進系統一般會包括馬達或是引擎等動力源，動力源會帶動螺旋槳，也有些會帶動葉輪或波浪推进鳍。最早期的動力源是蒸汽机，後來就改用两冲程循环或四冲程循环的柴油引擎、舷外马达，較快的船會使用燃氣渦輪發動機。军舰及破冰船會使用核能船舶推進器，目前也嘗試用在商船上，例如NS Savannah。
最傳統的螺旋槳有固定螺距和可控螺距螺旋槳，後來也有一些變化，例如反向旋轉和噴嘴式推進器。大部份的船隻只有一個推進器，不過有些大型船隻會到四個推進器，加上橫向推進器，以便在港內航行。推進器是透過推進軸和主引擎連接，若是中速或是高速的引擎，會加上減速箱。有些現代的輪船有柴电动力系統，船上有發電機產生電力，再用電力帶動馬達及推進器。

### 轉向系統

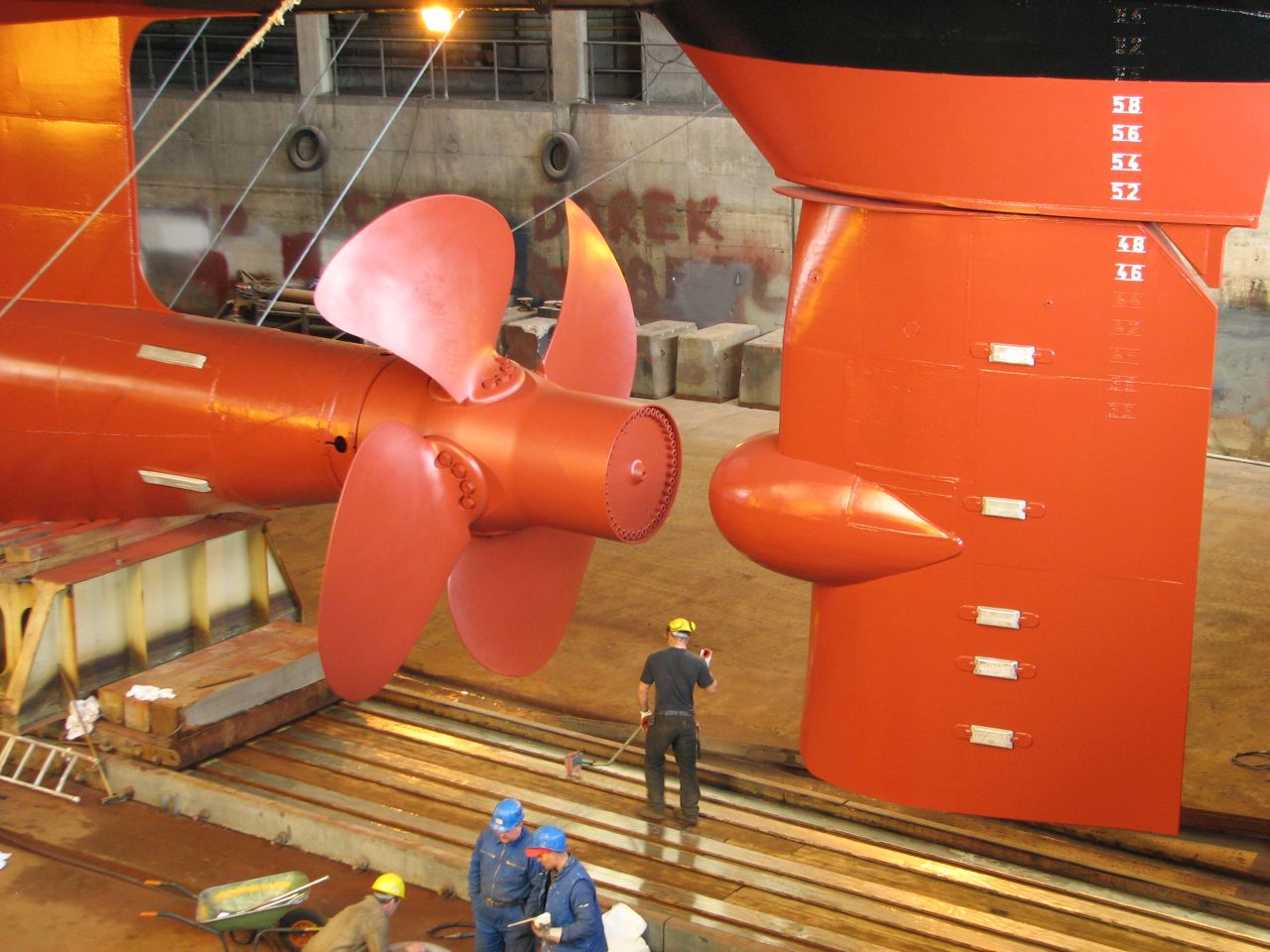
渡輪的舵和螺旋桨

若船舶的兩側都有推進系統，例如一些外輪船，就不需要轉向系統。不過大部份用單一推進器驅動的船，就需要有轉向系統。最常見的轉向系統是舵，是在船尾水下的平面。在船要轉向時，會轉動舵，以產生側向力。舵可以透過舵操縱桿、手輪或是電子油壓系統來驅動。自動駕駛系統會結合機械的舵以及導航系統。有時會用导管螺旋桨來轉向。
有些推進系統本身都有可轉向的特性，例如舷外馬達、船首推進器以及Z-Drive船。

### 貨艙、艙室及上層建築
大型船隻會有多個甲板和艙室。漁船和貨船通常具有一個至多個貨艙。大型的輪船會有輪機室、廚房及許多的工程艙。船上會有儲存油料、機油及淡水的油槽及水槽。壓載艙可以調整船的俯仰，並且調整其穩定性。
上層建築（船艛建築）是在甲板上方的結構。在現代的貨船上，上層建築一般是在船的後方。在客船和軍艦上，上層建築會延伸到船的前面。

### 設備
船舶上的設備會受到許多因素的影響，例如時代、設計、航行區域以及用途。以下是一些常用到的設備：
- 桅杆可以安放天線、導航燈、雷達應答器、霧信號燈，以及法規上要求的類似設備。
- 錨泊索具（英语：Ground tackle）設備包括錨泊絞車、錨機以及錨。船在淺水中繫泊（英语：mooring (watercraft)）時會用到錨，一般會用繩索或是鏈條和船連接。較大型的船隻會用锚链筒（英语：hawse pipe）來操作鏈條。
- 貨物設備包括有起重机及吊臂，可以用來裝貨以及卸貨。
- 安全設備包括有救生艇、救生筏（Life raft）及救生衣，是在緊急情形時使用。

## 設計考量

### 流體靜力學
船浮在水面的水位，會使船舶排開的水重量等於船舶的重量，因此船舶的重量會等於水的浮力。當船吃水的深度變深時，船的重量不變，但其船體排開的水會因此變多，因此浮力會增加。若船的載重平均分配，船的浮力也會沿著船長及船寬均勻分佈。船舶的穩定性會考慮其水力靜力，以及在移動、横摇及浮仰時，以及受到風和浪影響時的船穩定性。船若有穩定性問題，可能會造成異常的横摇及浮仰，甚至會造成傾覆和下沉。

### 流體動力學

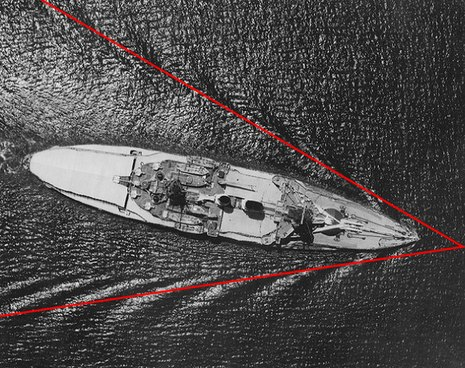
德國戰列艦Schlesien的鳥瞰圖，其中有39°的开尔文船波，是船舶通過水中的特徵

船舶沿著三個軸的運動： 1. 升沈，2. 搖擺，3. 縱移，4. 迴轉, 5. 俯仰，6. 側搖

船在水中的前進會受到水阻力的影響。阻力會分為幾個成份，主要的是水在船體的阻力以及造波抵抗力。為了降低阻力，提昇船的速度，需要減少船的浸水面積，使用可以產生較小振幅波浪的浸沒式船體。因此，高速的船往往會有較斜的船身，其船舶附體也會較少及較小。若定期維護船體或用生物附着塗料，去除船體上附著的海洋生物及藻類，也可以減少水的阻力。球狀船首等先進設計也可以減少波浪阻力。
有個觀察造波阻力的簡單方式，是看船體和开尔文船波之間的關係，若船的速度比浪的傳播速度慢，浪會快速的在船邊消散。若船頭產生浪的速度比消散的速度要快，其振幅會增加。因為水無法以夠快的速度離開船體，船體需要越過或穿過船首波浪，因此隨著速度的上昇，其阻力會依指数函数上昇。
船體速度的公式如下：
若考慮米制單位，速度如下：
其中L為在水中的長度，單位是英尺或公尺，而船體速度的單位是節（每小時1海里）。
若船的速度超過船體速度的0.94倍，船會越過大部份的bow wave，船體只被二個浪的浪尖所支持，在水中會略為沈降。若船的速度超過船體速度的1.34倍，浪的波長其實比船身還長，並且船尾不再受到尾流的支撐，因此船尾會往上，船頭會上昇，船體會越過船本身產生的船首波，阻力會開始快速上昇。有可能以超過船體速度1.34倍的的速度來驅動排水型船隻，但其成本可能會過高。大部份的船隻都會在船體速度以下的速度行進。
若是有足夠資金的大型項目，可以用船體測試池來測試船體阻力，或是透過计算流体力学的工具來計算。
船也會受到波濤及涌浪的影響，也會受到風及天气的影響。這些造成的船隻運動會影‵響船上的設備及乘客，最好可以加以控制。側搖的運動可以透過壓載艙或是穩定器來控制。俯仰很難控制，而且若是船首浸入海浪中（稱為拍底，Pounding），會格外的危險。有時為了使劇烈的側搖或俯仰可以停止，船隻需要改變速度或是航向。
透過21世紀的科學研究證實，若考慮分叉点记忆的影響，有時船舶的穩定性會快速下降。有影響的有有機動能力強的船舶，飛機和受控水下航行器，這些在特定應用下的穩態時會設計為不穩定。在設計船隻以及在臨界條件控制時，需要列入考慮。

## 延伸阅读
[在维基数据编辑]
 《清史稿·卷150》，出自趙爾巽《清史稿》